# NGC 3057
NGC 3057 (również PGC 29296 lub UGC 5404) – galaktyka spiralna z poprzeczką (SBdm), znajdująca się w gwiazdozbiorze Smoka. Odkrył ją William Herschel 26 września 1802 roku.
W galaktyce tej zaobserwowano supernową SN 1997cx.